# Jasem Bahman
Jasem Bahman (1958. február 15. –) kuvaiti válogatott labdarúgókapus.